# تیبور هازی
تیبور هازی (انگلیسی: Tibor Házi؛ زادهٔ ) یک بازیکن تنیس روی میز اهل مجارستان است. 
وی در مسابقات کشوری و بین‌المللی در مجموع برنده ۳ مدال طلا، ۱ مدال نقره، ۵ مدال برنز شده‌است.